# Sainte-Colombe-en-Auxois
Sainte-Colombe-en-Auxois ist eine französische Gemeinde mit 52 Einwohnern (Stand 1. Januar 2022) im Département Côte-d’Or in der Region Bourgogne-Franche-Comté. Sie gehört zum Kanton Semur-en-Auxois und zum Arrondissement Montbard.
Nachbargemeinden sind Charigny im Nordwesten, Marigny-le-Cahouët im Norden, Arnay-sous-Vitteaux im Osten, Velogny im Süden, Clamerey im Südwesten und Braux im Westen. 

## Siehe auch

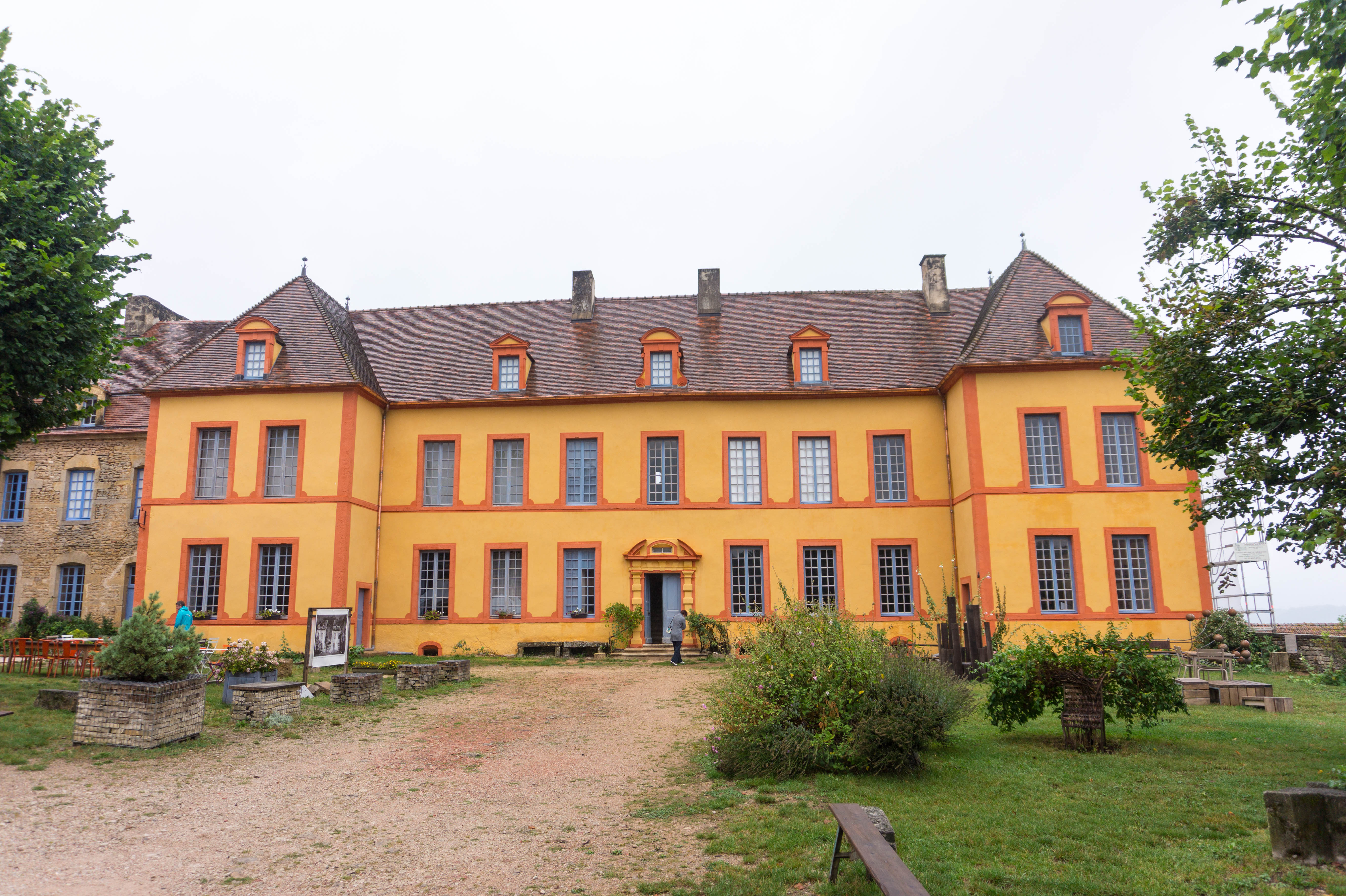
Château de Sainte-Colombe

## Bevölkerungsentwicklung
| Jahr                       | 1962 | 1968 | 1975 | 1982 | 1990 | 1999 | 2008 | 2015 |
| -------------------------- | ---- | ---- | ---- | ---- | ---- | ---- | ---- | ---- |
| Einwohner                  | 64   | 56   | 44   | 45   | 53   | 59   | 69   | 57   |
| Quellen: Cassini und INSEE |      |      |      |      |      |      |      |      |